# Wissenkerke
Ne doit pas être confondu avec Wissekerke.
Wissenkerke est un village appartenant à la commune néerlandaise de Beveland-du-Nord, situé dans la province de la Zélande. En 2008, le village comptait 1 078 habitants.
Wissenkerke était une commune indépendante jusqu'au 1er janvier 1995. À cette date, Kortgene et Wissenkerke fusionnent pour qu'il n'y ait plus qu'une seule commune sur l'île de Beveland-du-Nord, du nom de l'île.

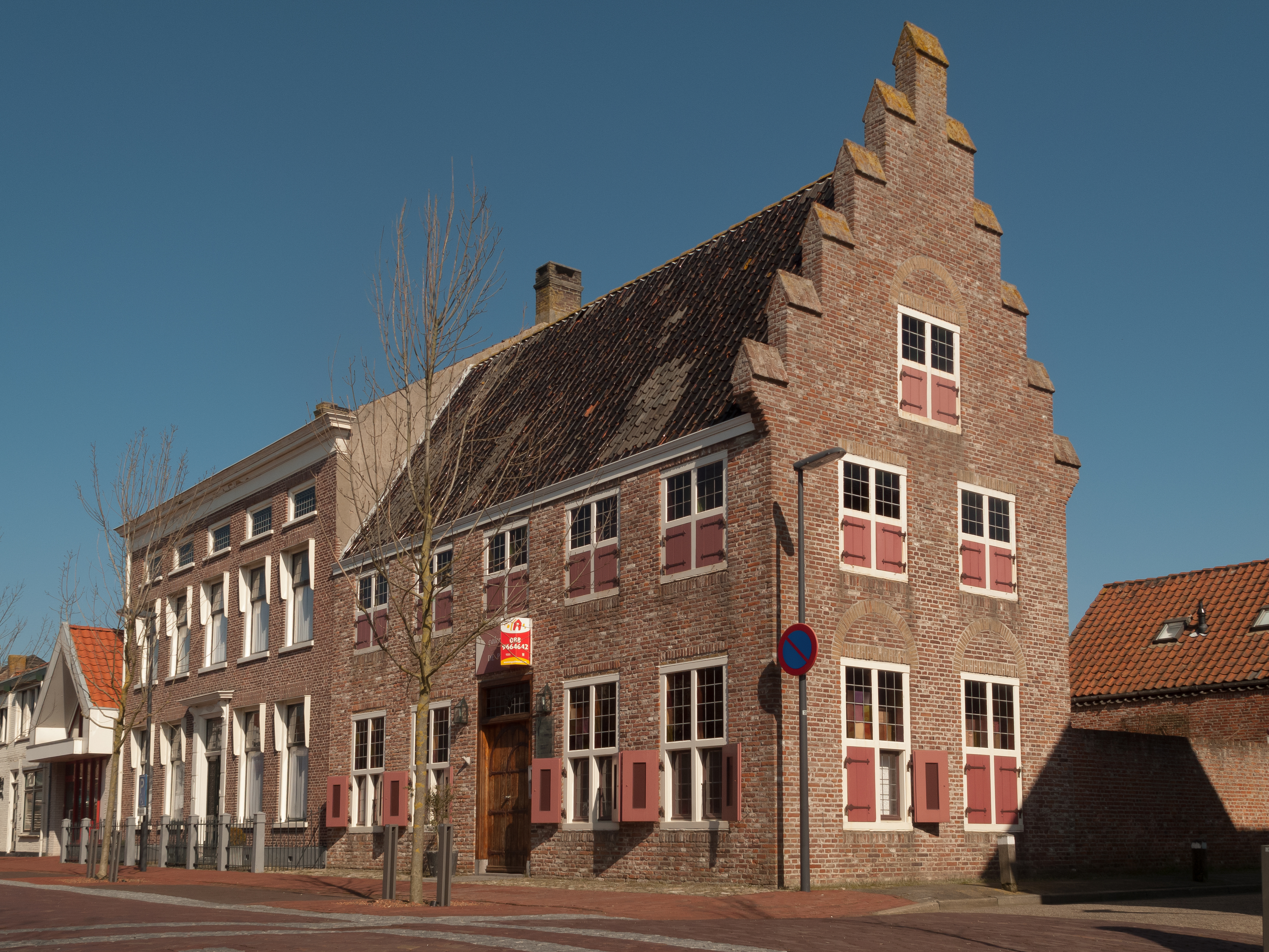
Bâtiment monumental

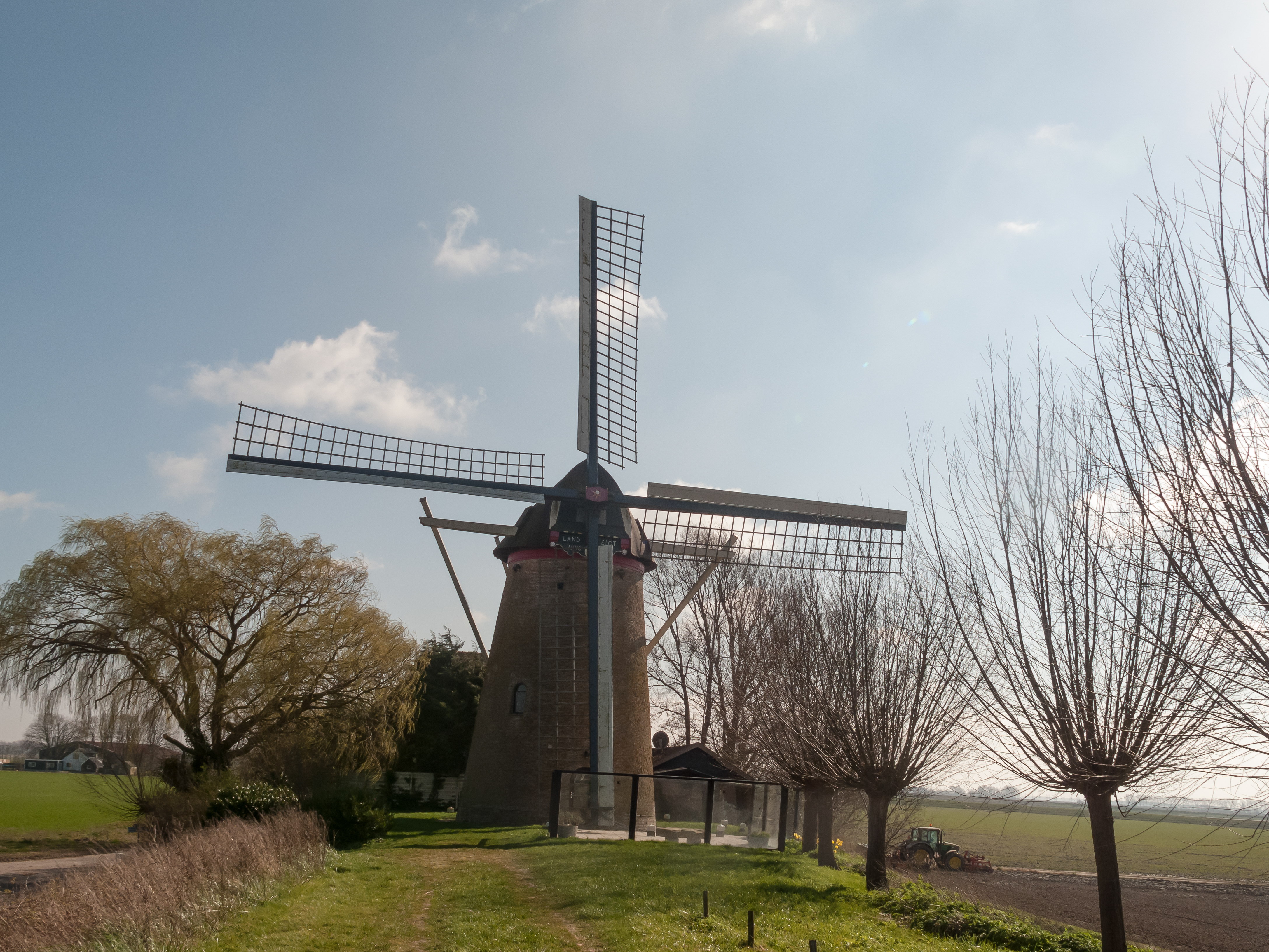
L'ancien moulin: korenmolen het Landzigt

## Histoire
Déjà en 1242 une paroisse du nom Wissenkerke existait; son emplacement exact n'est pas connue. En 1352 le village a dû être déplacé après une inondation. Les inondations de la Saint-Félix en 1530 et de la Toussaint en 1532 ont ravagé le Beveland-du-Nord et Wissenkerke a été détruit; seule la tour est restée debout. Pendant plusieurs décennies elle se dressait sur les marais de l'Escaut oriental.
En 1652 la région a de nouveau été drainée. Une digue a clôturé le Polder et le village actuel a été construit selon un plan perpendiculaire aux parcelles actuelles. Peu de temps après 1670 une nouvelle église a été construite. Le nouveau Wissenkerke a eu un port sur le Cruijckelcreke, cette crique s'est ensablé et le port a disparu en 1697.

## Personnalités liées à la commune
- Eduard Flipse (1896-1973), chef d'orchestre et compositeur, est né à Wissenkerke.